# Lingua birmana
La lingua birmana o birmano (in birmano မြန်မာဘာသာ, MLCTS: mranmabhasa, IPA: [mjəmà bàðà]) è una lingua sinotibetana parlata in Birmania, dove è una lingua ufficiale nonché la lingua del popolo Bamar, il gruppo etnico principale della Birmania.
Al 2022, è parlata da 43 milioni di parlanti totali.
Sebbene la Costituzione della Birmania riconosca ufficialmente il nome inglese della lingua come Myanmar language ("lingua del Myanmar"), la maggior parte dei locutori di lingua inglese continua a chiamare la lingua Burmese ("birmano"), derivato da Burma ("Birmania"), l'antico nome del Myanmar. Nel 2007 era parlato come lingua madre da 33 000 000 di persone, principalmente persone dei gruppi etnici correlati al Bamar e, come seconda lingua, da 10 000 000 di persone, principalmente minoranze etniche della Birmania e dei paesi confinanti.
Il birmano è una lingua tonale a registro di altezza e isosillabica, largamente monosillabica e analitica; ha inoltre un ordine Soggetto Oggetto Verbo e appartiene al gruppo lolo-birmano della famiglia delle lingue sinotibetane. L'alfabeto birmano deriverebbe in ultima analisi dalla scrittura brahmi, dall'alfabeto kadamba, oppure dall'alfabeto pallava.

## Classificazione
Il birmano appartiene al gruppo del sud-burmish delle lingue sinotibetane. Il birmano è la lingua più parlata tra le lingue sinitiche, ed è stata la quinta tra la lingue sinotibetane a sviluppare un sistema di scrittura, dopo i caratteri cinesi, l'alfabeto tibetano, la scrittura pyu e la scrittura tangtu.

### Dialetti
La maggior parte dei locutori della lingua birmana che vivono lungo la valle del fiume Irrawaddy usano una varietà di dialetti molto simili, mentre una minoranza parla dialetti non standard diffusi nelle aree periferiche del paese. Questi dialetti includono:
- Regione Tanintharyi: dialetti merguese (Myeik, Beik), tavoiano (Dawei), e palaw
- Regione Magway: dialetto yaw
- Stato Shan: dialetti intha, taungyo e danu

La lingua aracnese nello stato di Rakhine e il dialetto marma del Bangladesh sono a volte considerati dialetti del birmano e altre volte considerati lingue distinte.
Nonostante le differenze nel vocabolario e nella pronuncia, vi è una mutua intelligibilità tra i dialetti birmani, dal momento che la maggior parte di essi condivide caratteristiche comuni quali i quattro toni, i gruppi di consonanti e l'uso della scrittura birmana. Ciononostante, molti dialetti possono essere molto diversi per quanto riguarda il vocabolario, le particelle lessicali e le rime.

#### La valle del fiume Irrawaddy
Il birmano standard (il continuum dialettale di Mandalay-Yangon) deriva dalla valle del fiume Irrawaddy. Ci sono delle differenze regionali tra i locutori dei dialetti della Birmania settentrionale (ad esempio, il dialetto di Mandalay), chiamata anya tha အညာသား, e i locutori di dialetti della Birmania meridionale (ad esempio, il dialetto di Yangon), chiamata auk tha အောက်သား; le differenze consistono più nella scelta dei vocaboli che nella pronuncia. Differenze minori di pronuncia esistono all'interno della valle del fiume Irrawaddy. Per esempio, per il termine ဆွမ်း "offerta di cibo [per i monaci]", i locutori della Birmania meridionale usano [sʰʊ́ɴ] invece di [sʰwáɴ], che è la pronuncia usata nella Birmania settentrionale.
Il birmano standard coincide con il dialetto di Yangon a causa dell'influenza dei mezzi di comunicazione moderni e del peso economico della città. In passato, il birmano standard coincideva con il dialetto di Mandalay. La caratteristica più evidente del dialetto di Mandalay è l'uso del pronome di prima persona ကျွန်တော် kya.nau [tɕənɔ] da parte di uomini e donne, mentre a Yngon il pronome in questione è usato solo da locutori di sesso maschile ကျွန်မ kya.ma. [tɕəma̰]. Inoltre, per quanto riguarda i termini di parentela, il birmano settentrionale distingue tra parenti materni e paterni, mentre il birmano meridionale non usa gli stessi termini di parentela per parenti materni e paterni.

### Diffusione del birmano nella Birmania meridionale
Il birmano parlato è notevolmente uniforme tra i suoi locutori particolarmente tra quelli che vivono nella valle del fiume Irrawaddy, i quali usano tutti una variante del birmano standard. La prima ragione di questa uniformità è il sistema di istruzione tradizionale buddista, che incoraggiava l'istruzione e l'uniformità di linguaggio su tutto la valle settentrionale del fiume Irrawaddy, la patria tradizionale del popolo bamar.
La migrazione dei birmani nella Birmania meridionale è relativamente recente. Già nella metà del XVIII secolo, le lingua austroasiatica mon era la lingua più diffusa nella Birmania meridionale e i mon erano il popolo preponderante. Dopo la vittoria della dinastia Konbuang sul restaurato Regno di Hanthawaddy (in cui era diffusa la lingua mon) nel 1757, ebbe inizio il passaggio alla lingua birmana. Già nel 1830, il 90% circa della popolazione della regione si identificava come bamar (e, in quanto tali, parlavano il birmano) a causa dell'influsso della Birmania settentrionale, dell'assimilazione e dei matrimoni misti. Nell'era coloniale britannica, gli incentivi britannici, in particolare mirati alla produzione di riso, così come l'instabilità politica della Birmania settentrionale accelerarono questa migrazione.

#### Al di fuori del bacino del fiume Irrawaddy
Molte varietà distinte non standard emergono muovendosi lontano dalla valle del fiume Irrawaddy verso le aree più periferiche del paese. Queste varietà includono il dialetto yaw, il palaw, il dialetto di Myeik (detto merguese), i dialetti tavoiani e intha. Nonostante le sostanziali differenze di vocabolario e pronuncia, vi è mutua intelligibilità tra la maggior parte dei dialetti birmani. I dialetti della regione Tanintharyi, inclusi il palaw, il merguese, e il tavoiano, sono particolarmente conservativi in confronto al birmano standard. I dialetti tavoiano e intha hanno mantenuto la /l/ mediana, che si ritrova solo nelle iscrizioni in birmano antico. Inoltre, spesso i dialetti sopra citati riducono l'intensità dell'occlusiva glottidale sorda. Il merguese ha all'incirca 250 000 locutori, mentre il tavoiano ne ha 400 000.
La caratteristica più pronunciata della lingua aracnese (cioè la lingua dello stato birmano di Rachine) è la sua ritenzione del suono [ɹ], che si è trasformato in j nel birmano standard. Inoltre, l'aracnese possiede una varietà di differenze per quanto riguarda le vocali, tra cui la fusione delle vocali ဧ [e] e ဣ [i]. Quindi, una parola come "sangue" သွေး viene pronunciata [θwé] nel birmano standard e [θwí] nell'aracnese.

## Fonologia
Le trascrizioni di questa sezione usano l'Alfabeto Fonetico Internazionale (IPA).

### Consonanti
Le consonanti del birmano sono:
|               |          | Bilabiale | Dentale | Alveolare | Post-al. /Palatale | Velare | Laringale |
| ------------- | -------- | --------- | ------- | --------- | ------------------ | ------ | --------- |
| Nasale        | sonora   | m         |         | n         | ɲ                  | ŋ      |           |
| Nasale        | sorda    | m̥         |         | n̥         | ɲ̊                  | ŋ̊      |           |
| Occlusiva     | sonora   | b         |         | d         | dʒ                 | ɡ      |           |
| Occlusiva     | plain    | p         |         | t         | tʃ                 | k      | ʔ         |
| Occlusiva     | aspirata | pʰ        |         | tʰ        | tʃʰ                | kʰ     |           |
| Fricativa     | sonora   |           | ð       | z         |                    |        |           |
| Fricativa     | sorda    |           | θ       | s         | ʃ                  |        |           |
| Fricativa     | aspirata |           |         | sʰ        |                    |        | h         |
| Approssimante | sonora   |           |         | l         | j                  | w      |           |
| Approssimante | sorda    |           |         | l̥         |                    | ʍ      |           |

### Vocali
Le vocali del birmano sono:
|            | Monottonghi | Monottonghi | Monottonghi        | Dittonghi           | Dittonghi |
| Anteriore  | Centrale    | Posteriore  | Anteriore offglide | Posteriore offglide |           |
| ---------- | ----------- | ----------- | ------------------ | ------------------- | --------- |
| Chiusa     | i           |             | u                  |                     |           |
| Semichiusa | e           | ə           | o                  | ei                  | ou        |
| Semiaperta | ɛ           | ə           | ɔ                  |                     |           |
| Aperta     |             | a           |                    | ai                  | au        |

I monottonghi /e/, /o/, /ə/ e /ɔ/ si hanno solo nelle sillabe aperte (cioè quelle prive di consonante finale); i dittonghi /ei/, /ou/, /ai/ e /au/ si hanno solo nelle sillabe chiuse (cioè quelle che hanno una consonante finale). La vocale /ə/ la si ha solo nelle sillabe minori ed è l'unica vocale consentita in una sillaba minore.
Le vocali chiuse /i/ e /u/ e le porzioni chiuse dei dittonghi si trasformano rispettivamente nelle vocali semicentrali ([ɪ, ʊ]) nelle sillabe chiuse, cioè prima di /ɴ/ e /ʔ/. Quindi la parola နှစ် /n̥iʔ/ "due" è pronunciata [n̥ɪʔ] e la parola ကြောင် /tɕàũ/ "gatto" è pronunciata [tɕàʊ̃].

### Toni
Il birmano è una lingua tonale, il che significa che contrasti fonemici (ovvero, variazioni di significato al variare della pronuncia) possono esserci anche sulla base del tono di una vocale. In birmano, questi contrasti riguardano non solo l'altezza, ma anche la fonazione, l'intensità (rumorosità), la durata e la qualità vocalica. Comunque, alcuni linguisti considerano il birmano una lingua a registro di altezza, come lo shanghainese.
Nella lingua birmana ci sono quattro toni contrastivi. Nella seguente tabella sono mostrati i toni apposti sulla vocale /a/ a titolo esemplificativo.
| Tone        | Birmano | IPA (mostrato su a) | Simbolo (mostrato su a) | Fonazione                                                                              | Durata | Intensità | Altezza                                               |
| ----------- | ------- | ------------------- | ----------------------- | -------------------------------------------------------------------------------------- | ------ | --------- | ----------------------------------------------------- |
| Basso       | နိမ့်သံ     | [aː˧˧˦]             | à                       | normale                                                                                | media  | bassa     | bassa, spesso leggermente ascendente                  |
| Alto        | တက်သံ     | [aː˥˥˦]             | á                       | talvolta con voce leggermente ansimante ((EN) breathy voice)                           | lunga  | alta      | alta, spesso con una discesa prima di una pausa       |
| Stridulo    | သက်သံ     | [aˀ˥˧]              | a̰                       | tesa oppure stridula, talvolta accompagnata da un'accennata occlusiva glottidale sorda | media  | alta      | alta, spesso leggermente discendente                  |
| Controllato | တိုင်သံ     | [ăʔ˥˧]              | aʔ                      | con qualità vocalica centralizzata e occlusiva glottidale sorda in posizione finale    | breve  | alta      | alta nella citazione; può variare in base al contesto |

Per esempio, la pronuncia delle seguenti parole si differenzia l'una dall'altra solo per il tono:
- Low ခါ /kʰà/ "sbattere"
- High ခါး /kʰá/ "essere amaro"
- Creaky ခ /kʰa̰/ "aspettare"
- Checked ခတ် /kʰaʔ/ "battere, percuotere"

Nel sillabe che terminano in /ɴ/, il tono controllato non è mai usato:
- Low /kʰàɴ/ "subire"
- High /kʰáɴ/ "asciugarsi (di solito di un fiume)"
- Creaky /kʰa̰ɴ/ "assumere"

Nel birmano colloquiale, alcuni linguisti ammettono praticamente solo due toni (nonostante vi siano quattro toni nominali trascritti nel birmano scritto), "alto" (per parole che terminano con un'occlusiva o controllata, e aventi altezza di voce alta e ascendente) e "ordinario" (per parole non controllate e non glottali, e aventi altezza di voce più bassa e discendente), e questi due toni abbraccerebbero una varietà di altezze di voce. Il linguista L. F. Taylor è giunto alla conclusione che "il ritmo della conversazione e l'intonazione eufonica possiedono un'importanza" che non si ritrova in altre lingue tonali correlate e che "il suo sistema tonale è ora in un avanzato stato di decomposizione".

## Alfabeto

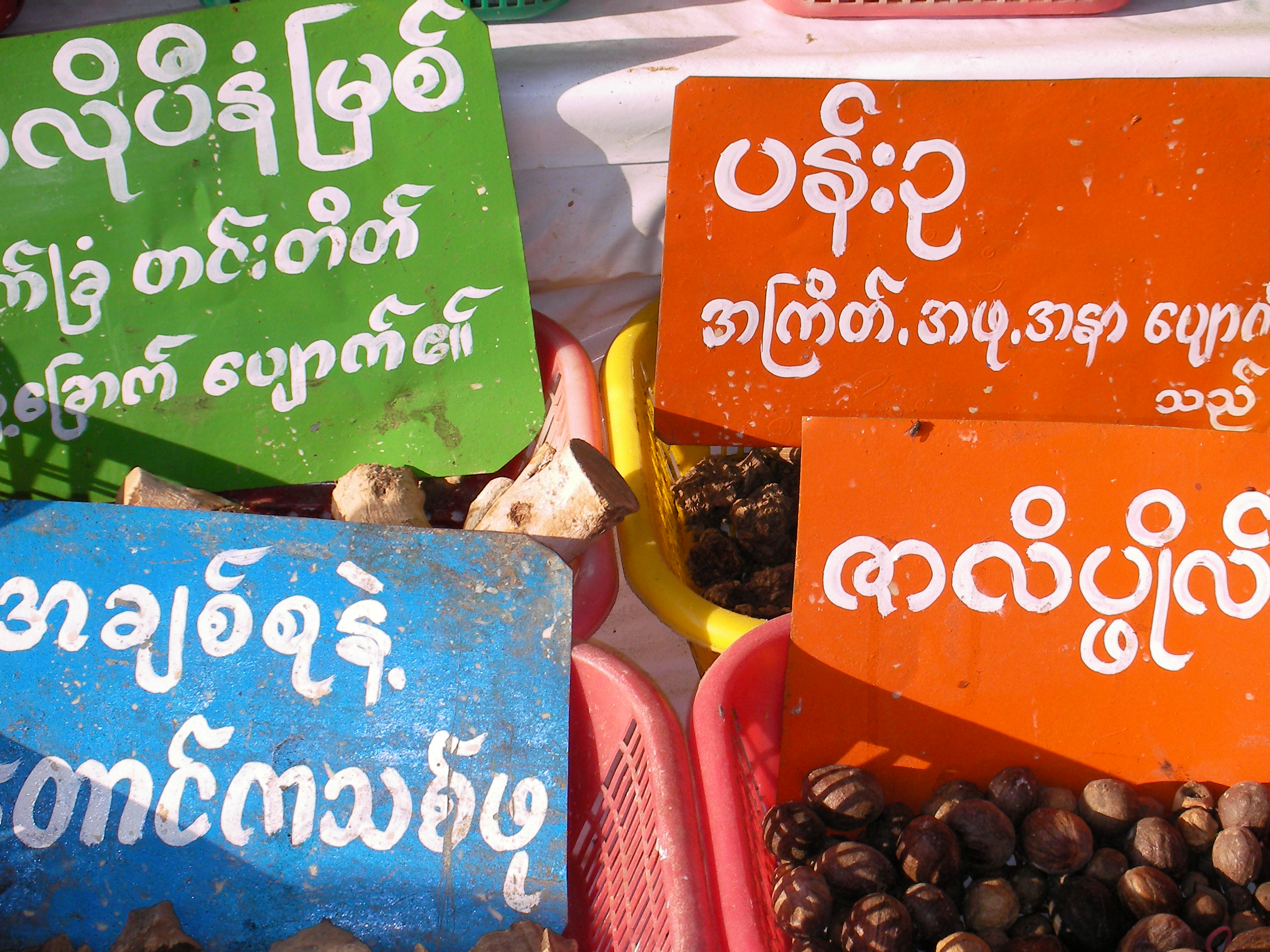
Esempio di vari stili di scrittura birmana.

L'alfabeto birmano consiste di 33 lettere e 12 vocali ed è scritto da sinistra a destra. Esso non richiede spazi tra le parole, sebbene la scrittura moderna solitamente contenga spazi dopo ciascuna frase per migliorare la leggibilità. Caratterizzato dalle sue lettere circolare e diacritici, la scrittura è del tipo abugida, cioè tutte le lettere possiedono una vocale intrinseca အ a. a̰ oppure ə. Le consonanti sono organizzate in sei gruppi di consonanti (chiamati ဝဂ် basati sull'articolazione, come in altre scritture brahmi. Gli indicatori di tono e le modifiche alle vocali sono scritte come diacritici posizionati a sinistra, destra, sopra o sotto le lettere.
Lo sviluppo della scrittura ha seguito quello della lingua, che è generalmente suddivisa in birmano antico, birmano medio e birmano moderno. Il birmano antico va dall'XI al XVI secolo (dinastie Pagan e Ava); il birmano medio va dal XVI al XVIII secolo (dalla dinastia Taungoo fino all'inizio della dinastia Konbaung); il birmano moderno, infine, va dalla metà del XVIII secolo fino a oggi. I cambiamenti dell'ortografia hanno seguito le sostituzione della fonologia (come ad esempio la fusione dei suoni [-l-] e [-ɹ-] in posizione mediana) piuttosto che delle vere e proprie trasformazioni della struttura grammaticale e nella fonologia del birmano, che non è cambiato molto dal birmano antico al moderno. Per esempio, durante l'era Pagan il suono [-l-] ္လ mediano era trascritto nella scrittura, mentre nel birmano moderno è stato sostituito dai suoni mediani [-j-] ျ e [-ɹ-] ြ ("scuola" nel birmano antico က္လောင် klɔŋ → ကျောင်း tɕáʊɴ nel birmano moderno). Allo stesso modo, il birmano moderno ha conservato tutte le finali nasalizzate [-n, -m, -ŋ], che sono diventate [-ɴ] nel birmano parlato. L'eccezione è [-ɲ], che, nel birmano parlato, può essere una delle molte vocali aperte [i, e, ɛ]. Allo stesso modo le altre consonanti finali [-s, -p, -t, -k] si sono trasformate tutte nell'occlusiva glottidale sorda [-ʔ]. Simili fusioni sono avvenute anche in altre lingue sinotibetane, come ad esempio lo shanghainese e in misura minore nel cantonese.
Il birmano scritto risale ai primi anni del Regno Pagan. Gli studiosi del periodo coloniale britannico della Birmania ritengono che la scrittura si sia sviluppata all'incirca nel 1058 dalla scrittura mon. Comunque, alcuni elementi mostrano che la scrittura birmana era già in uso almeno dal 1035 (forse già dal 984) mentre la scrittura mon birmana, che è diversa dalla scrittura mon della Thailandia, risale al 1093. La scrittura birmana potrebbe essere derivata dalla scrittura pyu. (entrambe le scritture mon e pyu sono a loro volta derivate dalla scrittura brahmi). L'ortografia del birmano originariamente seguiva il formato quadro, ma il formato corsivo lo rimpiazzò a partire dal XVII secolo, quando la diffusione della scrittura portò a un uso più ampio delle foglie di palma e della carta piegata nota come i parabaik (ပုရပိုက်). La maggior parte dell'ortografia del birmano scritto di oggi può essere fatta risalire al birmano medio. La standardizzazione dell'indicazione del tono la si ebbe solo nel XVIII secolo. Dal XIX secolo in poi, i grammatici hanno creato tabelle lessicali al fine di riformare la scrittura birmana, dal momento che emergevano delle ambiguità tra i suoni che erano stati fusi. Durante il periodo coloniale britannico, l'ortografia birmana fu standardizzata attraverso l'uso di dizionari e tabelle lessicali. L'ultima autorità ortografica, chiamata Myanma Salonpaung Thatpon Kyan မြန်မာ စာလုံးပေါင်း သတ်ပုံ ကျမ်း, fu compilata nel 1978 su richiesta del governo birmano.

## Grammatica
La tipologia linguistica della lingua birmana è Soggetto Oggetto Verbo. I pronomi nella lingua birmana variano a seconda del genere e dello stato sociale della persona o delle persone a cui ci si rivolge. Il birmano è una lingua monosillabica (cioè, ogni parola è una radice alla quale può aggiungersi un suffisso, ma non un'altra parola). La struttura della frase determina relazioni sintattiche; i verbi non vengono coniugati, ma delle particelle vanno ad aggiungersi in qualità di suffissi. Per esempio, il verbo "mangiare" စား ca: [sà] resta invariato.

### Aggettivi
La lingua birmana non ha aggettivi appositi, ma utilizza dei verbi che includono alcuni aggettivi e hanno il significato di "essere X", dove X è un aggettivo italiano. Questi verbi possono modificare un sostantivo per mezzo della particella grammaticale တဲ့ tai. [dɛ̰] nel birmano colloquiale (forma letteraria: သော sau: [θɔ́]. Di seguito sono riportati alcuni esempi:
Colloquiale: ချောတဲ့လူ hkyau: tai. lu [tɕʰɔ́ dɛ̰ lù]
Formale: ချောသောလူ hkyau: so: lu
Ordine: "beautiful" + adjective particle + "person"
Gli aggettivi (o, meglio, i "verbi aggettivi") possono anche formare composti con il nome (ad esempio, လူချော lu hkyau: [lù tɕʰɔ́] "persona" + "essere bello").
I comparativo sono di solito nell'ordine: ထက်ပို htak pui [tʰeʔ pò] + aggettivo, dove X è l'oggetto di paragone. I superlativi sono indicati con il prefisso အ a. [ʔə] + aggettivo + ဆုံး hcum: [zóʊɴ].
I numeri seguono il nome che modificano. Inoltre, i numeri seguono regole di pronuncia che includono cambi di tono (da tono basso a tono stridulo) e cambio di sonorità a seconda della pronuncia delle parole adiacenti al numero (ulteriori dettagli sono forniti in "Numeri in birmano").

### Verbi
Le radici dei verbi birmani sono quasi sempre seguiti da un suffisso con almeno una particella che introduce informazioni quali il tempo, l'intenzione, cortesia, umore, ecc. Molte di queste particelle hanno anche degli equivalenti formali/letterari e colloquiali. L'unica forma in cui il verbo si presenta senza alcuna particella è nell'imperativo (cioè nei comandi).
Le particelle verbali più comuni e il loro uso sono mostrati di seguito con la radice verbale (scelta a titolo esemplificativo) စား ca: [sá] "mangiare". Da sola (senza suffissi), la forma စား è un imperativo.
Il suffisso တယ် tai [dɛ̀] (forma letteraria: သည် sany [ðì] può essere visto come una particella che rappresenta il tempo presente oppure affermazioni fattuali:
စားတယ် ca: tai [sá dɛ̀] "Io mangio"
Il suffisso ခဲ့ hkai. [ɡɛ̰] indica che l'azione ha avuto luogo nel passato; questa particella, però, non è sempre necessaria per indicare il tempo passato e può rappresentare lo stesso tempo anche senza questa particella. Ma, per enfatizzare che l'azione è avvenuta prima di un'altra azione o evento che è anche nel discorso, la particella diventa imperativo. Si noti che il suffisso တယ် tai [dɛ̀] in questo caso indica un'affermazione fattuale piuttosto che il tempo presente:
စားခဲ့တယ် ca: hkai. tai [sá ɡɛ̰ dɛ̀] "Io mangiai"
La particella နေ ne [nè] è usata per indicare un'azione progressiva. È equivalente all'inglese '-ing'.
စားနေတယ် ca: ne tai [sá nè dɛ̀] "Io sto mangiando"
La particella ပြီ pri [bjì], che è usata quando un'azione che ci si aspettava fosse eseguita dal soggetto è finalmente eseguita, non ha alcun equivalente in italiano. Se ad esempio, qualcuno si aspettava che il soggetto mangiasse e il soggetto ha finalmente cominciato a mangiare, la frase è scritta come:
(စ)စားပြီ (ca.) ca: pri [(sə) sá bjì] "Adesso sto mangiando"
La particella မယ် mai [mɛ̀] (forma letteraria: မည် many [mjì] è usata per indicare il tempo futuro o un'azione che deve ancora essere eseguita:
စားမယ် ca: mai [sá mɛ̀] "Io mangerò"
La particella တော့ tau. [dɔ̰] è usata quando l'azione è in procinto di essere eseguita immediatamente; in questo case è usata insieme alla particella မယ်. Pertanto potrebbe essere nominata la particella del "tempo futuro immediato".
စားတော့မယ် ca: tau. mai [sá dɔ̰ mɛ̀] "Sto per mangiare (all'istante)"
When တော့ is used alone, however, it is imperative:
စားတော့ ca: tau. [sá dɔ̰] "Eat (now)"
I verbi sono negati attraverso la particella မ ma. [mə], ed è aggiunta come prefisso al verbo. In generale, altre particelle vengono aggiunte come suffissi al verbo, insieme a မ.
La particella che si aggiunge come suffisso နဲ့ nai. [nɛ̰] (forma letteraria: နှင့် hnang. [n̥ɪ̰ɴ] indica un comando:
မစားနဲ့ ma.ca: nai. [məsá nɛ̰] "Non mangiare"
La particella che si aggiunge come suffisso ဘူး bhu: [bú] indica una frase:
မစားဘူး ma.ca: bhu: [məsá bú] "(Io) non mangio"

### Sostantivi
I sostantivi in birmano sono resi al plurale aggiungendo come suffisso la particella တွေ twe [dè] (o [tè] se la parola termina con un'occlusiva glottidale sorda) nel birmano colloquiale oppure များ mya: [mjà] nel birmano formale. La particella တို့ (tou. [to̰], la quale indica un gruppo di persone o cose, è anche aggiunta come suffisso al sostantivo modificato. Ad esempio:
- မြစ် mrac [mjɪʔ] "river"
- မြစ်တွေ mrac twe [mjɪʔ tè] "rivers" (colloquial)
- မြစ်များ mrac mya: [mjɪʔ mjá] "rivers" (formal)
- မြစ်တို့ mrac tou: [mjɪʔ to̰] "rivers"

I suffissi del plurale non sono usati quando il sostantivo è "quantificato" con l'aggiunta di un numero.
| ကလေး      | ၅      | ယောက်             |
| hka.le: | nga:   | yauk           |
| /kʰəlé  | ŋá     | jaʊʔ/          |
| bambino | cinque | classificatore |
Sebbene il birmano non abbia il genere grammaticale (cioè, sostantivi maschili o femminili), una certa distinzione tra i sessi viene fatta per mezzo di alcuni suffissi. I sostantivi sono "maschilizzati" con le seguenti particelle: ထီး hti: [tʰí], ဖ hpa [pʰa̰], or ဖို hpui [pʰò], a seconda del sostantivo; sono invece "femminilizzati" con la particella မ ma. [ma̰]. Ad esempio:
- ကြောင်ထီး kraung hti: [tɕàʊɴ tʰí] "gatto maschio"
- ကြောင်မ kraung ma. [tɕàʊɴ ma̰] "gatto femmina"
- ကြက်ဖ krak hpa. [tɕɛʔ pʰa̰] "gallo"
- ထန်းဖို htan: hpui [tʰáɴ pʰò] "pianta di palma maschio"

#### Classificatori numerici
Come per le vicine lingue thailandese, bengalese e cinese, anche il birmano usa i cosiddetti "classificatori numerici" (chiamati in inglese classifiers oppure measure words) quando i sostantivi sono contati o quantificati. L'uso equivale grosso modo ad alcune espressioni italiane come ad esempio "tre paia di scarpe" oppure "una tazza di caffè". I classificatori sono richiesti quando i sostantivi vengono contati; ad esempio, ကလေး ၅ hka.le: nga: [kʰəlé ŋà] (alla lettera, "bambino cinque") non è corretta, dal momento che manca il classificatore per le persone ယောက် yauk [jaʊʔ], il quale deve necessariamente andare dopo il numero.
L'ordine delle parole standard di parole contate è: sostantivo quantificato + aggettivo numerale + classificatore, eccetto per i numeri tondi (cioè che finiscono con zero), per i quali l'ordine è invertito e il sostantivo precede il classificatore; in questo caso l'ordine è: sostantivo quantificato + classificatore + aggettivo numerale. L'unica eccezione a questa regola è il numero 10, che segue l'ordine normale.
| Birmano | MLCTS | IPA    | Uso                     | Note                                                           |
| ------- | ----- | ------ | ----------------------- | -------------------------------------------------------------- |
| ယောက်      | yauk  | [jaʊʔ] | per persone             | Usato in contesti informali                                    |
| ဦး       | u:    | [ʔú]   | per persone             | Usato in contesti informali oppure per monaci e suore          |
| ပါး       | pa:   | [bá]   | per persone             | Usato esclusivamente per monaci e suore buddiste               |
| ကောင်      | kaung | [kàʊɴ] | per animali             |                                                                |
| ခု       | hku.  | [kʰṵ]  | classificatore generico | Usato con quasi tutti i sostantivi eccetto gli oggetti animati |
| လုံး       | lum:  | [lóʊɴ] | per oggetti rotondi     |                                                                |
| ပြား       | pra:  | [pjá]  | per oggetti piatti      |                                                                |
| စု       | cu.   | [sṵ]   | per gruppi              | Può essere pronunciato [zṵ].                                   |

### Particelle
La lingua birmana fa largo uso delle particelle grammaticali (chiamate in birmano ပစ္စည်း), le quali dono parole spesso intraducibili che sono aggiunte come suffissi o prefissi alle parole per indicare il livello di rispetto, il tempo grammaticale o il modo. Secondo il "Dizionario birmano-inglese" (1993), ci sono 449 particelle nella lingua birmana. Per esempio, စမ်း [sáɴ] è una particella grammaticale usata per indicare il modo imperativo. လုပ်ပါ ("lavorare" + particella che indica cortesia) non indica l'imperativo, mentre လုပ်စမ်းပါ ("lavorare" + particella che indica il modo imperativo + particella che indica cortesia) indica invece l'imperativo. Le particelle possono essere combinate in alcuni casi, specialmente quelle che modificano i verbi.
Alcune particelle modificano la parte del discorso di una parola. La più nota tra queste è probabilmente la particella အ [ə], la quale è aggiunta come prefisso a verbi o aggettivi per formare sostantivi o avverbi. Per esempio, la parola ဝင် significa "entrare", ma, se combinata con အ, significa "entrata" အဝင်. Inoltre, nel birmano colloquiale vi è la tendenza a omettere il secondo အ nelle parole che seguono la forma အ + sostantivo/avverbio + အ + sostantivo/avverbio; ad esempio, အဆောက်အအုံ, è pronunciato [əsʰaʊʔ ú], mentre in contesti formali è pronunciato [əsʰaʊʔ əòʊɴ].

### Pronomi
I pronomi personali soggetto danno inizio alle frasi, sebbene il soggetto sia generalmente omesso nelle forme imperative e nelle conversazioni. Da un punto di vista grammaticale, le particelle che denotano il soggetto က [ɡa̰] nel birmano colloquiale, သည် [θì] nei contesti formali) devono essere attaccate al pronome personale soggetto, sebbene esse siano generalmente omesse nella conversazione. I pronomi personali oggetto devono avere una particella che denoti la loro funzione di oggetto ကို [ɡò] nel birmano colloquiale, အား [á] nel birmano formale) attaccati immediatamente dopo il pronome. I nomi propri sono spesso sostituiti da pronomi. La status di qualcuno in relazione agli interlocutori determina i pronomi usati, dal momento che certi pronomi sono usati per differenti interlocutori.
I pronomi di cortesia sono usati per riferirsi a persone anziane, insegnanti ed estranei, attraverso l'uso dei pronomi di terza persona dell'era feudale al posto dei pronomi personali in prima e seconda persona. In tali casi, ci si riferisce a se stessi nella terza persona: ကျွန်တော် kya. nau [tɕənɔ̀] per gli uomini e ကျွန်မ kya. ma. [tɕəma̰] per le donne, entrambi con il significato di "tuo servitore", e si riferisce agli interlocutori con မင်း min [mɪ́ɴ] "sua altezza", ခင်ဗျား khang bya: [kʰəmjá] "signore, padrone" (သခင်ဘုရား) oppure ရှင် hrang [ʃɪ̀ɴ] "sovrano/padrone". Questi termini sono così radicati nel discorso cortese quotidiano che le persone li usano come pronomi in prima e seconda persona senza neanche badare al loro reale significato.
I pronomi di base sono:
| Persona         | Singolare                    | Singolare                                    | Plurale*               | Plurale*                                                       |
| --------------- | ---------------------------- | -------------------------------------------- | ---------------------- | -------------------------------------------------------------- |
| Persona         | Informale                    | Formale                                      | Informale              | Formale                                                        |
| Prima persona   | ငါ nga [ŋà]                   | ကျွန်တော်‡ kywan to [tɕənɔ̀] ကျွန်မ† kywan ma. [tɕəma̰] | ငါဒို့ nga tui. [ŋà do̰]    | ကျွန်တော်တို့‡ kywan to tui. [tɕənɔ̀ do̰] ကျွန်မတို့† kywan ma. tui. [tɕəma̰ do̰] |
| Seconda persona | နင် nang [nɪ̀ɴ] မင်း mang: [mɪ́ɴ] | ခင်ဗျား‡ khang bya: [kʰəmjá] ရှင်† hrang [ʃɪ̀ɴ]     | နင်ဒို့ nang tui. [nɪ̀ɴ do̰] | ခင်ဗျားတို့‡ khang bya: tui. [kʰəmjá do̰] ရှင်တို့† hrang tui. [ʃɪ̀ɴ do̰]     |
| Terza persona   | သူ su [θù]                    | (အ)သင် (a.) sang [(ʔə)θɪ̀ɴ]                    | သူဒို့ su tui. [θù do̰]     | သင်တို့ sang tui. [θɪ̀ɴ do̰]                                         |

* La particella di base per indicare il plurale è တို့ tui., nel birmano colloquiale ဒို့ dui..
‡ Usato da locutori di sesso maschile.
† Usato da locutori di sesso femminile.
Altri pronomi sono riservati per parlare con i bhikkhu (monaci buddisti). Quando si parla a un bhikkhu, pronomi come ဘုန်းဘုန်း bhun: bhun: (da ဘုန်းကြီး phun: kri: "monaco"), ဆရာတော် chara dau [sʰəjàdɔ̀] "insegnante reale", e အရှင်ဘုရား a.hrang bhu.ra: [ʔəʃɪ̀ɴ pʰəjá] "vostra signoria" sono usati a seconda dello status ဝါ. Quando ci si riferisce a se stessi, termini come တပည့်တော် ta. paey. tau "discepolo reale" or ဒကာ da. ka [dəɡà], "donatore" sono usati. Quando si parla a un monaco, si usano i seguenti pronomi:
| Persona         | Singolare                                                      | Singolare                                                    |
| --------------- | -------------------------------------------------------------- | ------------------------------------------------------------ |
| Persona         | Informale                                                      | Formale                                                      |
| Prima persona   | တပည့်တော်† ta.paey. tau                                             | ဒကာ† da. ka [dəɡà]                                            |
| Seconda persona | ဘုန်းဘုန်း bhun: bhun: [pʰóʊɴ pʰóʊɴ] (ဦး)ပဉ္စင်း (u:) pasang: (ʔú) bəzín | အရှင်ဘုရား a.hrang bhu.ra: [ʔəʃɪ̀ɴ pʰəjá] ဆရာတော်‡ chara dau [sʰəjàdɔ̀] |

† Per le donne si aggiunge come suffisso la particella ma. မ.
‡ Riservato tipicamente al capo monaco di un monastero kyaung.
Nel birmano colloquiale, i pronomi possessivi sono contratti quando il pronome di base ha un tono basso. Questo non accade nel birmano letterario, dove si usa il ၏ [ḭ] come "marcatore postposizionale" per il caso genitivo invece di ရဲ့ jɛ̰. Ad esempio:
- ငါ [ŋà] "I" + ရဲ့ (marcatore postposizonale per il caso genitivo) = ငါ့ [ŋa̰] "mio"
- နင် [nɪ̀ɴ] "you" + ရဲ့ (marcatore postposizionale per il caso genitivo) = နင့် [nɪ̰ɴ] "tuo"
- သူ [θù] "lui, lei" + ရဲ့ (marcatore postposizionale per il caso genitivo) = သူ့ [θṵ] "suo (maschile e femminile)"

La contrazione ha luogo anche in alcuni sostantivi con tono basso, quando li si rende genitivi (ad esempio, အမေ့ oppure မြန်မာ့, che significano rispettivamente "della mamma" e "della Birmania").

### Reduplicazione
La reduplicazione è molto diffusa nella lingua birmana ed è usata per intensificare o indebolire il significato degli aggettivi. Ad esempio, se ချော [tɕʰɔ́] "bello" è reduplicato, l'intensità del significato dell'aggettivo cresce. Molte parole birmane, specialmente aggettivi bisillabici come ad esempio လှပ [l̥a̰pa̰] "bello", quando reduplicati (လှပ → လှလှပပ [l̥a̰l̥a̰ pa̰pa̰]) diventano avverbi. Questo vale per alcuni verbi e sostantivi birmani (ad esempio, ခဏ "un momento" → ခဏခဏ "spesso"), che diventano avverbi se reduplicati.
Alcuni sostantivi sono reduplicati anche per indicare il plurale. Per esempio, ပြည် [pjì] significa "paese", ma se reduplicato in အပြည်ပြည် [əpjì pjì], significa "molti paesi", come anche အပြည်ပြည်ဆိုင်ရာ [əpjì pjì sʰàɪɴ jà] "internazionale". Un altro esempio è အမျိုး, che significa "un tipo", mentre la forma reduplicata အမျိုးမျိုး significa "vari tipi".
Anche alcuni classificatori possono essere reduplicati, e va ad aggiungersi il significato "l'uno o l'altro":
- ယောက် (classificatore per le persone) → တစ်ယောက်ယောက် (qualcuno)
- ခု (classificatore per oggetti) → တစ်ခုခု (qualcosa)

### Termini di parentela
Lievi differenze di pronuncia esistono nelle regioni della valle del fiume Irrawaddy. Per esempio, la pronuncia [sʰʊ́ɴ] of ဆွမ်း "offerta di cibo [ai monaci]" è più diffusa nella Birmania meridionale, al posto della pronuncia [sʰwáɴ], che invece è più diffusa nella Birmania settentrionale. Ciononostante, la differenza più lampante tra birmano settentrionale e meridionale è che il birmano settentrionale distingue tra parenti materni e paterni:
| Termine                                                 | Birmano settentrionale                                    | Birmano meridionale                      | Dialetto merguese (di Myeik)  |
| ------------------------------------------------------- | --------------------------------------------------------- | ---------------------------------------- | ----------------------------- |
| - Zia paterna (più vecchia) - Zia paterna (più giovane) | - အရီးကြီး [ʔəjí dʑí] (or [jí dʑí] - အရီးလေး [ʔəjí lé] (or [jí lé] | - ဒေါ်ကြီး [dɔ̀ dʑí] (or [tɕí tɕí] - ဒေါ်လေး [dɔ̀ lé] | - မိကြီး [mḭ dʑí] - မိငယ် [mḭ ŋɛ̀]   |
| - Zia materna (più vecchia) - Zia materna (più giovane) | - ဒေါ်ကြီး [dɔ̀ dʑí] (or [tɕí tɕí] - ဒေါ်လေး [dɔ̀ lé]                  | - ဒေါ်ကြီး [dɔ̀ dʑí] (or [tɕí tɕí] - ဒေါ်လေး [dɔ̀ lé] | - မိကြီး [mḭ dʑí] - မိငယ် [mḭ ŋɛ̀]   |
| - Zio paterno (più vecchio) - Zio paterno (più giovane) | - ဘကြီး [ba̰ dʑí] - ဘလေး [ba̰ lé]1                               | - ဘကြီး [ba̰ dʑí] - ဦးလေး [ʔú lé]               | - ဖကြီး [pʰa̰ dʑí] - ဖငယ် [pʰa̰ ŋɛ̀] |
| - Zio materno (più giovane) - Zio materno (più vecchio) | - ဦးကြီး [ʔú dʑí] - ဦးလေး [ʔú lé]                                | - ဘကြီး [ba̰ dʑí] - ဦးလေး [ʔú lé]               | - ဖကြီး [pʰa̰ dʑí] - ဖငယ် [pʰa̰ ŋɛ̀] |

1 La zia (materna o paterna) più giovane potrebbe essere chiamata ထွေးလေး [dwé lé], mentre lo zio paterno più giovane ဘထွေး [ba̰ dwé].
Come prova del potere di mezzi di comunicazione di massa, la lingua della città di Yangon sta prendendo piede persino nella Birmania settentrionale. Il birmano settentrionale, sebbene storicamente e tecnicamente accurato, è visto sempre più come lingua delle campagne o nel migliore dei casi una parlata regionale. Infatti, alcuni usi sono già considerati prettamente regionali e tipici del birmano settentrionale e sono probabilmente destinati a scomparire. Ad esempio:
| Termine | Birmano settentrionale   | Birmano standard     |
| --- | ------------------------ | -------------------- |
| - Fratello maggiore (di una persona di sesso maschile) - Fratello maggiore (di una persona di sesso femminile) | - နောင် [nàʊɴ] - အစ်ကို [ʔəkò] | - အစ်ကို [ʔəkò]         |
| - Fratello minore (di una persona di sesso maschile) - Fratello minore (di una persona di sesso femminile)     | - ညီ [ɲì] - မောင် [màʊɴ]     | - ညီ [ɲì] - မောင် [màʊɴ] |
| - Sorella maggiore (di una persona di sesso maschile) - Sorella maggiore (di una persona di sesso femminile)   | - အစ်မ [ʔəma̰]             | - အစ်မ [ʔəma̰]         |
| - Sorella minore (di una persona di sesso maschile) - Sorella minore (di una persona di sesso femminile)       | - နှမ [n̥əma̰] - ညီမ [ɲì ma̰] | - ညီမ [ɲì ma̰]         |

In generale, i termini maschiocentrici dei termini di parentela nel birmano antico sono stati sostituiti nel birmano standard con termini femminocentrici, che sono adesso usati per entrambi i sessi. Un retaggio ne è l'uso di ညီ (fratello minore di una persona di sesso maschile) e မောင် (fratello minore di una persona di sesso femminile). Termini come နောင် (fratello maggiore di una persona di sesso maschile) e နှမ (sorella minore di una persona di sesso maschile) adesso sono usati nel birmano standard solo in parole composte come ညီနောင် (fratelli) o မောင်နှမ (fratelli e sorelle).

## Romanizzazione e trascrizione
Non ci sono sistemi di romanizzazione ufficiali per la lingua birmana. Ci sono stati tentativi di crearne uno, ma nessuno ha avuto successo. La scrittura dei suoni birmani in alfabeto latino è complicata. C'è anche un sistema di trascrizione basato sul pali, il Sistema di trascrizione MLC (MLCTS) che è stato ideato dalla Commissione linguistica birmana (MLC). In ogni caso, esso trascrive solo i suoni del birmano formale ed è basato sull'alfabeto birmano piuttosto che sulla fonologia.
Sono stati proposti molti sistemi di trascrizione per la lingua colloquiale, ma nessuno viene preferito in modo preponderante rispetto agli altri.
La trascrizione del birmano non è standardizzata, come si nota nelle varie trascrizioni dei nomi birmani. Per esempio, un nome di persona birmano come ဝင်း [wɪ́ɴ] può essere romanizzato come Win, Winn, Wyn o Wynn, mentre ခိုင် [kʰàɪɴ] può essere romanizzato come Khaing, Khine, or Khain.

## Problematiche relative ai font
Un problema noto relativo alla lingua birmana è legato all'implementazione dei suoi caratteri su computer e telefoni, la quale, per ragioni storiche, non segue sempre la codifica Unicode. In particolare, fino agli anni 2000, il set di caratteri Unicode per il birmano non era utilizzato, ma si utilizzavano sistemi non Unicode o addirittura sistemi basati su immagini JPEG o GIF per rappresentare i caratteri. In tempi più recenti si è diffuso in Birmania un font chiamato "Zawgyi" che ha conosciuto un'enorme diffusione e oggi risulta il più utilizzato. Non è, però, compatibile con Unicode e una parte dei suoi codici va a sovrapporsi con i caratteri latini. La ragione della diffusione del font Zawgyi è probabilmente da ricercarsi nella maggior facilità di scrittura (si veda anche la pagina "scrittura birmana").
Il font Zawgyi non è quasi mai implementato nei sistemi operativi per computer (Windows e MacOS - su Linux, invece, risulta implementato) e per telefoni, nonostante la maggior parte dei messaggi (inclusi gli SMS delle stesse compagnie telefoniche) siano codificati in Zawgyi. La mancata codifica del testo è spesso riconoscibile dalla presenza di punti interrogativi oppure di diacritici orfani. Spesso la mancata codifica rappresenta un grosso ostacolo per gli ignari utenti che desiderano imparare il birmano, dal momento che software come ad esempio Google Translate risulta non funzionare con la codifica Zawgyi. È necessario pertanto installare software di terze parti oppure utilizzare portali online che codificano il testo da Zawgyi a Unicode e viceversa, al fine di poter utilizzare i software. Le stesse pagine di Wikipedia (inclusa la presente pagina) mostrano caratteri birmani nettamente diversi (con parole totalmente prive di senso) se non codificate correttamente.

### Articoli
- Julie D. Allen (a cura di), 11. Southeast Asian Scripts, in The Unicode Standard Version 6.1 – Core Specification, Mountain View, CA, The Unicode Consortium, aprile 2012,  pp. 368–373, ISBN 978-1-936213-02-3.
- Michael Aung-Thwin, The Mists of Rāmañña: The Legend that was Lower Burma, illustrata, Honolulu, University of Hawai'i Press, 2005, ISBN 978-0-8248-2886-8.
- Aung Bala, Contemporary Burmese literature, in Contributions to Asian Studies, vol. 16, 1981.
- Aung Zaw, Tell the World the Truth, in The Irrawaddy, vol. 18, n. 9, settembre 2010 (archiviato dall'url originale il 18 settembre 2010).
- Sandy Barron, John Okell, Saw Myat Yin, Kenneth VanBik, Arthur Swain, Emma Larkin, Anna J. Allott e Kirsten Ewers, Refugees from Burma: Their Backgrounds and Refugee Experiences (PDF), Center for Applied Linguistics, 2007. URL consultato il 20 agosto 2010 (archiviato dall'url originale il 27 aprile 2011).
- Paul K. Benedict, Tonal Systems in Southeast Asia, in Journal of the American Oriental Society, vol. 68, n. 4, 1948,  pp. 184-191, DOI:10.2307/595942, JSTOR 595942.
- David Bradley, Pronouns in Burmese–Lolo (PDF), in Linguistics of the Tibeto-Burman Area, vol. 16, n. 1, 1993.
- David Bradley, Sociolinguistics / Soziolinguistik, a cura di Ulrich Ammon, Norbert Dittmar, Klaus J. Mattheier e Peter Trudgill, vol. 3, Walter de Gruyter, 2006, ISBN 978-3-11-018418-1.
- David Bradley, Atlas of Languages of Intercultural Communication in the Pacific, Asia, and the Americas, vol. 1, Walter de Gruyter, 1996, ISBN 978-3-11-013417-9.
- David Bradley, Uncles and Aunts: Burmese Kinship and Gender (PDF), in South-east Asian Linguisitics: Essays in Honour of Eugénie J.A. Henderson, 1989,  pp. 147-162. URL consultato il 25 settembre 2019 (archiviato dall'url originale l'11 ottobre 2017).
- David Bradley, 9. Burma, Thailand, Cambodia, Laos and Vietnam (PDF), in Martin J. Ball (a cura di), The Routledge Handbook of Sociolinguistics Around the World, Routledge, 2010,  pp. 98-99, ISBN 978-0-415-42278-9 (archiviato dall'url originale il 16 luglio 2016).
- David Bradley, Reflexives in Burmese (PDF), in Papers in Southeast Asian Linguistics No. 13: Studies in Burmese Languages, A-83, 1995,  pp. 139-172.
- David Bradley, Changes in Burmese Phonology and Orthography, in SEALS Conference, Kasetsart University, maggio 2011. URL consultato il 19 ottobre 2013.
- David Bradley, The Characteristics of the Burmic Family of Tibeto-Burman, in Language and Linguistics, vol. 13, n. 1, 2012,  pp. 171-192.
- Charles Bond Chang, “High-Interest Loans”: The Phonology of English Loanword Adaptation in Burmese, Harvard University, 2003. URL consultato il 24 maggio 2011.
- Charles B. Chang, English loanword adaptation in Burmese (PDF), in Journal of the Southeast Asian Linguistics Society, vol. 1, 2009,  pp. 77-94.
- G. E. Harvey, History of Burma: From the Earliest Times to 10 March 1824, Londra, Frank Cass & Co. Ltd, 1925.
- Patricia M. Herbert e Anthony Milner, South-East Asia Languages and Literatures: A Select Guide, University of Hawaii Press, 1989, ISBN 978-0-8248-1267-6.
- Nathan W. Hill, Evolution of the Burmese Vowel System (PDF), in Transactions of the Philological Society, vol. 110, n. 1, 2012,  pp. 64-79, DOI:10.1111/j.1467-968x.2011.01282.x.
- Hnin Tun e San San, Burmese Phrasebook, Vicky Bowman, Lonely Planet, 2001, ISBN 978-1-74059-048-8.
- Gustaaf Houtman, Traditions of Buddhist Practice in Burma, Research Institute for Languages and Cultures of Asia and Africa, 1990.
- Robert Jones, Pitch register languages, a cura di John McCoy e Timothy Light, collana Contributions to Sino-Tibetan Studies, E. J. Brill, 1986.
- Maung Khin Min, Old Usage Styles of Myanmar Script, in Myanmar Unicode & NLP Research Center, 1987. URL consultato il 29 luglio 2008 (archiviato dall'url originale il 23 settembre 2006).
- Victor B. Lieberman, Strange Parallels: Southeast Asia in Global Context, c. 800–1830, volume 1, Integration on the Mainland, Cambridge University Press, 2003, ISBN 978-0-521-80496-7.
- Myanmar-English dictionary, in Myanmar–English Dictionary, Myanmar Language Commission, 1993, ISBN 978-1-881265-47-4.
- Yoshio Nishi, The Development of Voicing Rules in Standard Burmese (PDF), in Bulletin of the National Museum of Ethnology, vol. 23, n. 1, 30 ottobre 1998,  pp. 253-260.[collegamento interrotto]
- Yoshio Nishi, The Orthographic Standardization of Burmese: Linguistic and Sociolinguistic Speculations (PDF), in Bulletin of the National Museum of Ethnology, vol. 22, 31 marzo 1998,  pp. 975-999 (archiviato dall'url originale il 22 ottobre 2013).
- John Okell, Burmese By Ear or Essential Myanmar (PDF), London, The School of Oriental and African Studies, University of London, 2002, ISBN 978-1-86013-758-7. URL consultato il 25 settembre 2019 (archiviato dall'url originale il 20 aprile 2021).
- Jatinderkumar R. Saini, First Classified Annotated Bibliography of NLP Tasks in the Burmese Language of Myanmar, in Revista InforComp (INFOCOMP Journal of Computer Science), vol. 15, n. 1, 30 giugno 2016,  pp. 1-11.
- San San Hnin Tun, Discourse Marking in Burmese and English: A Corpus-Based Approach (PDF), University of Nottingham, 2006. URL consultato il 20 ottobre 2013 (archiviato dall'url originale il 21 ottobre 2013).
- Taw Sein Ko, Elementary Handbook of the Burmese Language, Rangoon, American Baptist Mission Press, 1924.
- L. F. Taylor, On the tones of certain languages of Burma, in Bulletin of the School of Oriental Studies, vol. 1, n. 4, 1920,  pp. 91-106, DOI:10.1017/S0041977X00101685, JSTOR 607065.
- Julian Wheatley e San San Hnin Tun, Languages in contact: The case of English and Burmese, in The Journal of Burma Studies, vol. 4, 1999.
- Julian Wheatley, 12. Burmese, in Randy J. LaPolla e Graham Thurgood (a cura di), Sino-Tibetan Languages, Routledge, 2013, ISBN 978-1-135-79717-1.
- Julian K. Wheatley, Birmano, in B. Comrie (a cura di), Handbook of the world's major languages, Oxford, Oxford University Press, 1987,  pp. 834–54, ISBN 978-0-19-520521-3.
- Rudolf A. Yanson, Aspiration in the Burmese Phonological System: A Diachronic Account, a cura di Nathan Hill, Medieval Tibeto-Burman Languages IV, BRILL, 2012,  pp. 17-29, ISBN 978-90-04-23202-0.
- Rudolf Yanson, Chapter 3. Language, in Uta Gärtner e Jens Lorenz (a cura di), Tradition and Modernity in Myanmar, LIT Verlag Münster, 1994,  pp. 366-426, ISBN 978-3-8258-2186-9.

### Libri
- Alton L. Becker, Biography of a sentence: A Burmese proverb, in E. M. Bruner (a cura di), Text, play, and story: The construction and reconstruction of self and society, Washington, D.C., American Ethnological Society, 1984,  pp. 135–55.
- (FR) Denise Bernot, Le prédicat en birman parlé, Paris, SELAF, 1980, ISBN 978-2-85297-072-4.
- Charles Bond Chang, “High-Interest Loans”: The Phonology of English Loanword Adaptation in Burmese, Harvard University, 2003. URL consultato il 24 maggio 2011.
- William Stewart Cornyn, Outline of Burmese grammar, Baltimore, Linguistic Society of America, 1944.
- William Stewart Cornyn e D. Haigh Roop, Beginning Burmese, New Haven, Yale University Press, 1968.
- Lisa Cooper, Beau Cooper e Sigrid Lew, A phonetic description of Burmese obstruents, in 45th International Conference on Sino-Tibetan Languages and Linguistics, Nanyang Technological University, Singapore, 2012.
- Antony D. Green, Word, foot, and syllable structure in Burmese, in J. Watkins (a cura di), Studies in Burmese linguistics, Canberra, Pacific Linguistics, 2005,  pp. 1-25, ISBN 978-0-85883-559-7.
- John Okell, A reference grammar of colloquial Burmese, London, Oxford University Press, 1969, ISBN 978-0-7007-1136-9.
- D. Haigh Roop, An introduction to the Burmese writing system, New Haven, Yale University Press, 1972, ISBN 978-0-300-01528-7.
- Taw Sein Ko, Elementary handbook of the Burmese language, Rangoon, American Baptist Mission Press, 1924.
- Justin W. Watkins, Illustrations of the IPA: Burmese (PDF), in Journal of the International Phonetic Association, vol. 31, n. 2, 2001,  pp. 291-295, DOI:10.1017/S0025100301002122.
- Patricia M Herbert, Anthony Milner (a cura di), South East Asia Languages and Literatures: Languages and Literatures: A Select Guide, University of Hawaii Press, 1989, ISBN 978-0-8248-1267-6.
- Nathan Waxman e Soe Tun Aung, The Naturalization of Indic Loan-Words into Burmese: Adoption and Lexical Transformation, in Journal of Burma Studies, vol. 18, n. 2, 2014,  pp. 259-290, DOI:10.1353/jbs.2014.0016.